# Ipodoryctes elongatus
Ipodoryctes elongatus är en stekelart som beskrevs av Granger 1949. Ipodoryctes elongatus ingår i släktet Ipodoryctes och familjen bracksteklar. Inga underarter finns listade i Catalogue of Life.